# باكاسيامو
باكاسيامو هي مدينة في شمال بيرو، تقع في مقاطعة باكامايو، منطقة لا ليبرتاد على بعد 108 كم شمال مدينة تروخيو.

## معرض صور

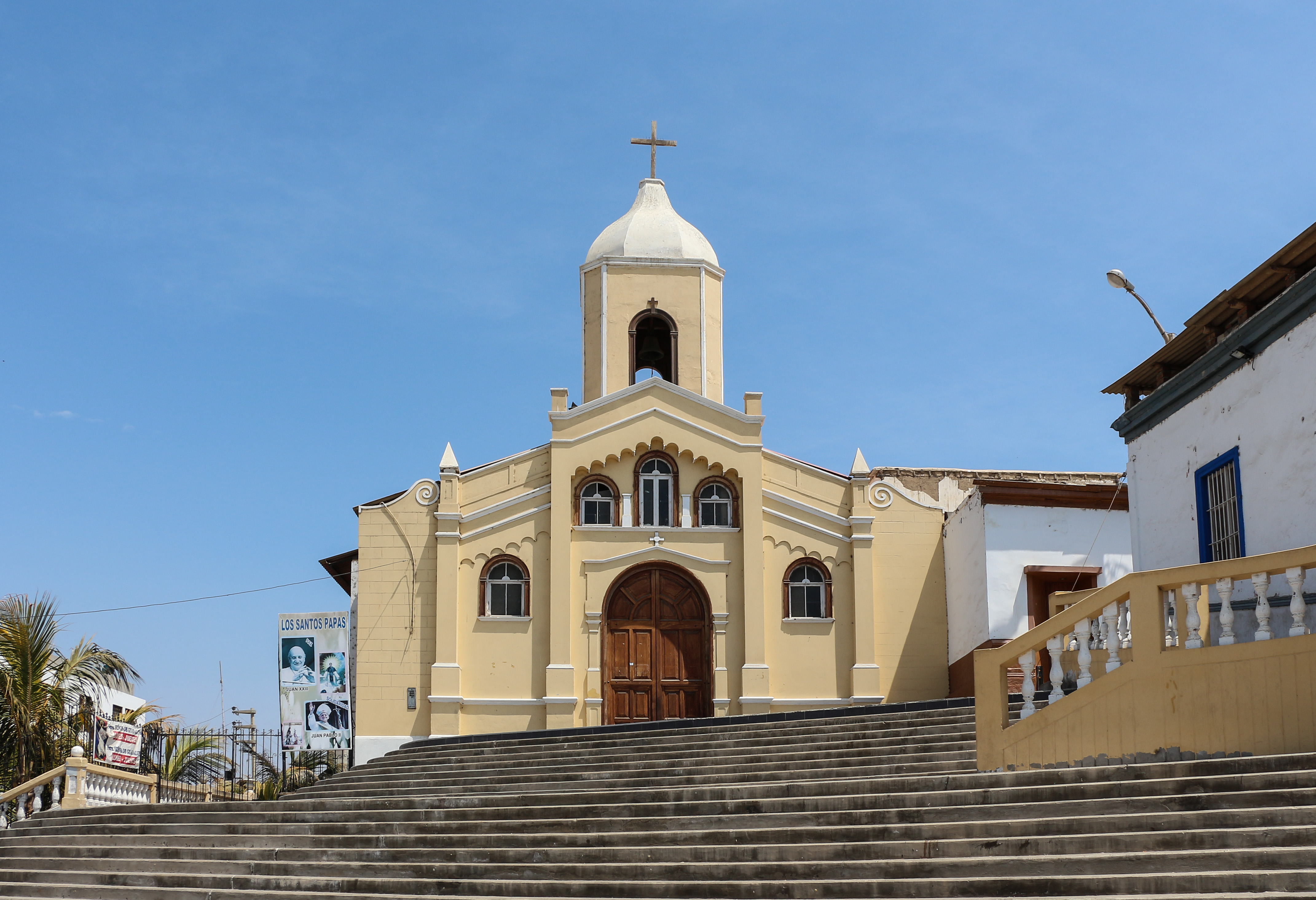
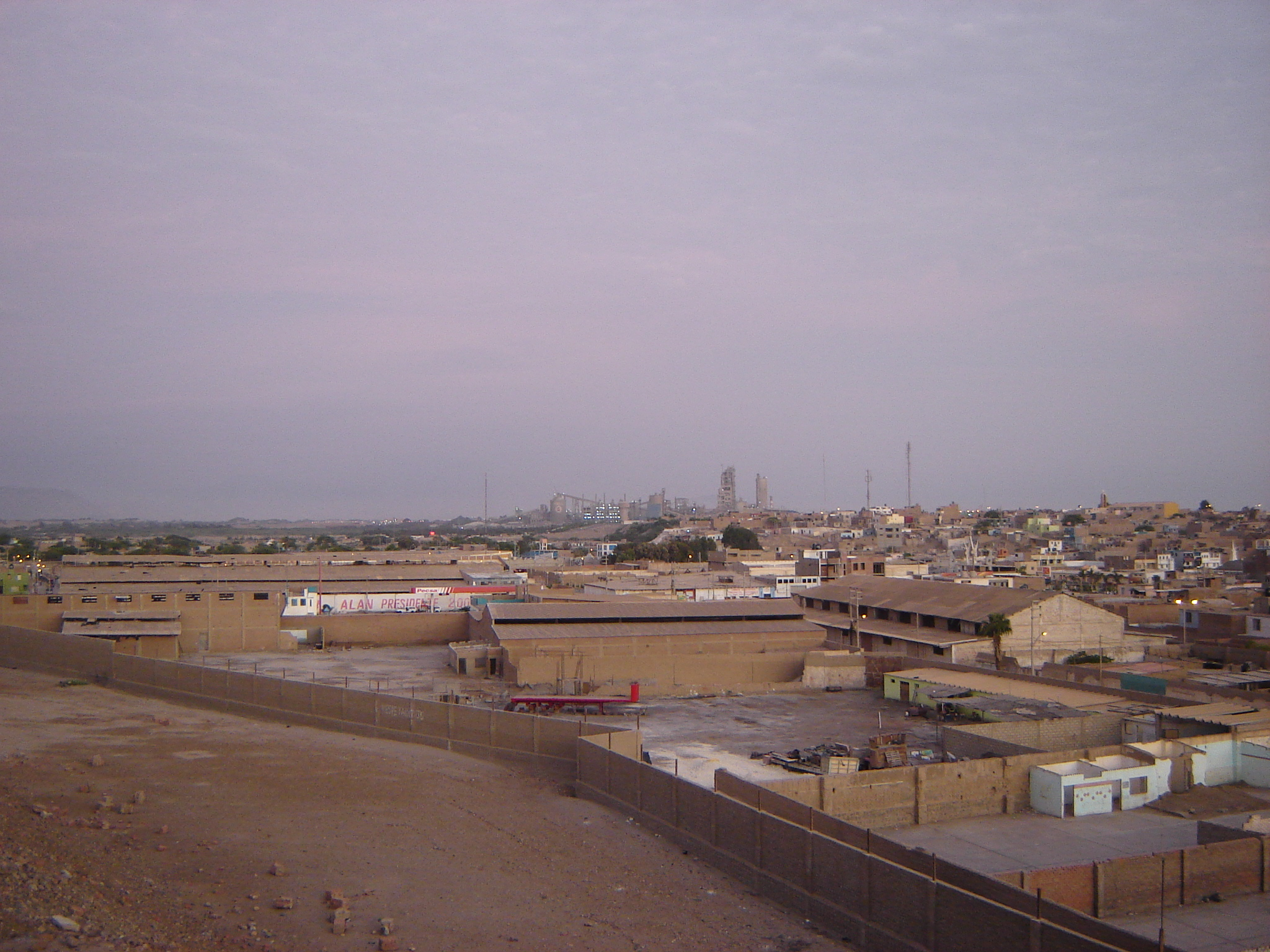
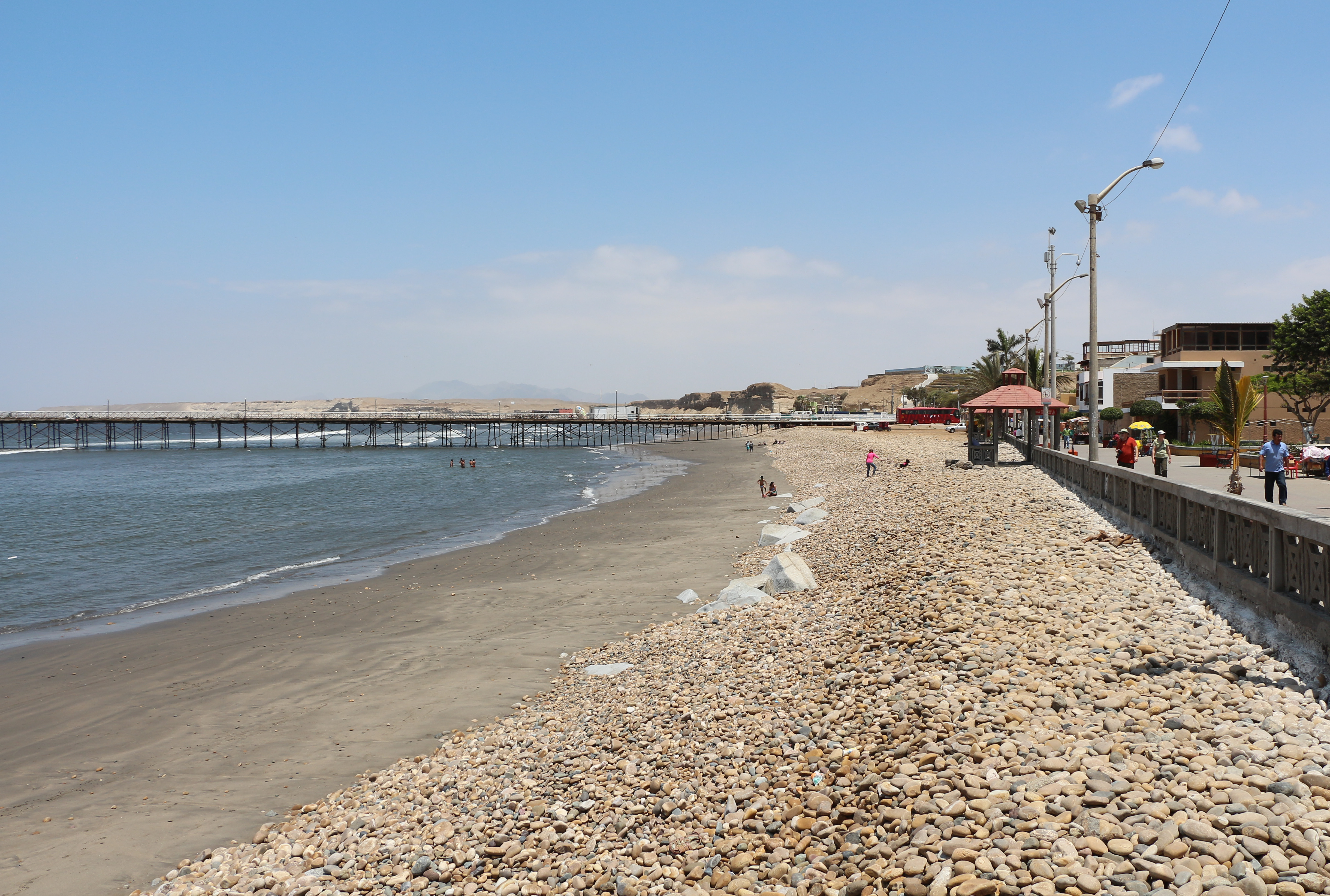